# Mamerto (nombre)
Mamerto es un nombre propio masculino de origen latino y significa "consagrado a Mamers", nombre osco del dios Marte.

## Santoral
- 25 de febrero, San Mamerto Esquiú.
- 11 de mayo, San Mamerto de Vienne.

## Variantes
- Femenino: Mamerta

## Personajes célebres
- Mamerto de Vienne: ca (400 - 475) arzobispo de Vienne.
- Mamerto Esquiú: (1826 - 1883) fraile y obispo argentino del siglo XIX.
- Mamerto Urriolagoitia: (1895 - 1974) presidente de Bolivia.
- Mamerto Menapace: (1942 - 2025) monje y escritor argentino.